# Bărbat
Bărbat (Roemeens voor man) was woiwode van Oltenië in de 13e eeuw. Hij volgde zijn broer Litovoi op, die rond 1279, als gevangene van de Hongaren, overleden was. Ook Bărbat werd gegijzeld in dezelfde slag waarin Litovoi werd gevangengenomen maar hij slaagde erin om een grote som geld te verzamelen en uiteindelijk het losgeld te betalen. Tot 1285 was hij nog woiwode (van de "Lytua-landen") van Oltenië en Argeș. Waarschijnlijk was Tihomir (Thocomerius van Walachije), een van de ouders van Basarab I, de opvolger van Bărbat (rond 1290).